# Aufbruch (Bergbau)
Als Aufbruch bezeichnet man im Bergbau einen von unten nach oben erstellten seigeren (senkrechten) Grubenbau. Ein Aufbruch wird nur dort erstellt, wo kein Zugang von oben vorhanden ist. Die Herstellung von Aufbrüchen ist eine bergmännische Tätigkeit, die mit großen Gefahren verbunden ist. Das Gegenteil eines Aufbruches ist das Gesenk.

## Grundlagen
Bei der Erstellung von seigeren Grubenbauen kommt es vor, dass der Zielpunkt von oben nicht erreichbar ist. Dies ist insbesondere dann der Fall, wenn ein oberhalb liegender Lagerstättenteil von einem darunter liegenden Grubenbau erreicht werden muss. Hier bleibt dem Bergmann dann keine andere Möglichkeit, als die Erstellung des erforderlichen Grubenbaues durch einen Aufbruch von unten nach oben. Dies kommt beispielsweise bei der Ausrichtung mittels Blindschächten vor, wenn eine tiefere Sohle bereits vorhanden ist. Auch zur Ausrichtung eines Oberwerkbaues, oberhalb der obersten Sohle, werden Aufbrüche erstellt. Eine weitere Anwendung ist die Erweiterung von Schächten, wenn diese bei laufendem Betrieb von einer unteren Sohle aus tiefer geteuft werden sollen. Hierbei wird der tiefere Punkt, an dem der oberhalb liegende Schacht bereits vorhanden ist, mittels einer Strecke unterfahren. Von dieser Unterfahrungsstrecke wird dann der Aufbruch erstellt und so der Schacht um eine Sohle erweitert. Im deutschen Steinkohlenbergbau bedürfen Aufbrüche ab einer Höhe von 40 Metern einer besonderen Genehmigung durch die Bergbehörde. Nur kurze Aufbrüche, wie zum Beispiel Blindschachtköpfe, werden heute noch manuell erstellt.

## Erstellung eines Aufbruchs
Bevor ein Aufbruch erstellt werden kann, müssen zuvor einige vorbereitende Arbeiten durchgeführt werden. So müssen zunächst die erforderlichen Maschinen installiert werden. Danach muss ein kleiner Sumpf abgeteuft werden. Anschließend muss der Schachtstuhl gesetzt und ein Steinkasten gesetzt werden. Danach beginnt das eigentliche Erstellen des Aufbruchs. Für diese Tätigkeiten stehen die Bergleute auf einer Bühne (Arbeitsplattform), die mit wachsender Höhe stetig höher gelegt wird. Die Bühne besteht aus kräftigen Bohlen, die auf einen Rahmen gelegt werden und dadurch den darunterliegenden Bereich abdecken. Anstelle einfacher Bühnen gibt es auch spezielle mechanisch betriebene Aufbruchbühnen. Diese Bühnen bieten eine höhere Sicherheit für die darauf arbeitenden Bergleute. Die eigentlichen Aufbrucharbeiten beginnen mit der Erstellung einer Verlagerung. Hierzu werden über dem ersten Aufbruchrahmen mehrere Stahlträger in das Gebirge eingemauert. Die Verlagerung muss das Gewicht der später einzusetzenden Wendelrutsche aufnehmen. Der Querschnitt des Aufbruchs wird in einzelne Trume eingeteilt. Die Unterteilung der Trume erfolgt durch Einstriche. Über die Trume werden dann, jeweils ihrem Verwendungszweck entsprechend, die Berge abgefördert oder das Material angefördert.
Für die Förderung wird ein Haspel eingesetzt, der zuvor seitlich in der Nähe des Aufbruches aufgestellt wurde. Das Haspelseil wird mittels einer Umlenkrolle im Aufbruch hochgelenkt. Auch für die Fahrung der im Aufbruch arbeitenden Bergleute und die Bewetterung des Aufbruchs muss jeweils ein eigener Trum vorhanden sein. Um die Bewetterung der Ortsbrust sicherzustellen, muss entweder eine durchgängige Bewetterung vorhanden sein oder die Wetter müssen mittels Lutten bis zur Ortsbrust geblasen werden. Die durchgängige Bewetterung erfolgt durch ein zuvor erstelltes Bohrloch mit einem Durchmesser von 300 bis 360 Millimeter. Das Hereingewinnen des Gebirges erfolgt entweder manuell oder mittels Bohr- und Schießarbeit. Für die Abförderung der Berge wird der Bergetrum als Stürzrolle genutzt und unten mit einem Schieber als Abzugsöffnung versehen. Es gibt aber auch die Möglichkeit ein zusätzliches Rolloch zu verwenden, das für die Abförderung der überschüssigen Berge dient. Der eigentliche Hauptbergetrum wird dabei erst nach der Fertigstellung des Aufbruchs entleert. Eine weitere Möglichkeit für die Abförderung der anfallenden Berge ist die Verwendung einer Wendelrutsche. Das Gebirge wird mit einem entsprechenden Ausbau abgestützt. Besonders auf Biegung beanspruchte Teile wie die Einstriche, werden mittels Spreizen versteift. Nach der Fertigstellung müssen die weiteren Schachteinbauten, wie beispielsweise die Schachtführung, eingebaut werden.

## Vor- und Nachteile
Der besondere Vorteil der Erstellung eines Aufbruchs liegt zunächst einmal in der einfachen Bergeförderung. Die Berge müssen nicht wie beim normalen Teufen hochgefördert werden, sondern können durch die Schwerkraft nach unten gefördert werden. Ein weiterer Vorteil ist die einfache Wasserhaltung. Auch die geringeren Erstellungskosten eines Aufbruchs gegenüber eine Gesenk sind ein Vorteil. Nachteilig ist die aufwändige Materialförderung, die sich bei zunehmender Höhe immer schwieriger bewerkstelligen lässt. Außerdem ist Arbeit im Aufbruch für die dort arbeitenden Bergleute körperlich sehr anstrengend und stark kräftezehrend. Insbesondere das Klettern im Aufbruch ist eine große Belastung für die dort arbeitenden Bergleute, zudem ist diese Art der Fahrung auch sehr zeitaufwändig. Ein weiterer großer Nachteil ist die Gefährdung der Bergleute. Die Unfallhäufigkeit durch Steinfall ist bei der Erstellung von Aufbrüchen größer als beim Teufen von Gesenken. Eine hohe Gefährdung ist beim Bereißen der Firste vorhanden. Aber auch die Unfallhäufigkeit durch Absturz ist bei der Erstellung von Aufbrüchen höher. Die Gefahren bei der Erstellung von Aufbrüchen steigen mit der zunehmenden Höhe des Aufbruchs an.